# Алба (Техас)
Алба (англ. Alba) — місто (англ. town) в США, в округах Вуд і Рейнс штату Техас. Населення — 473 особи (2020).

## Географія
Алба розташована за координатами 32°47′12″ пн. ш. 95°37′57″ зх. д. / 32.78667° пн. ш. 95.63250° зх. д. (32.786638, -95.632426).  За даними Бюро перепису населення США в 2010 році місто мало площу 2,74 км², з яких 2,73 км² — суходіл та 0,02 км² — водойми.

## Демографія
Згідно з переписом 2010 року, у місті мешкали 504 особи в 203 домогосподарствах у складі 134 родин. Густота населення становила 184 особи/км².  Було 237 помешкань (86/км²).
Расовий склад населення:
| - 91,5 % — білих - 2,0 % — корінних американців - 0,4 % — чорних або афроамериканців - 4,4 % — осіб інших рас |

До двох чи більше рас належало 1,8 %. Частка іспаномовних становила 7,3 % від усіх жителів.
За віковим діапазоном населення розподілялося таким чином: 29,8 % — особи молодші 18 років, 52,3 % — особи у віці 18—64 років, 17,9 % — особи у віці 65 років та старші. Медіана віку мешканця становила 37,2 року. На 100 осіб жіночої статі у місті припадало 87,4 чоловіків;  на 100 жінок у віці від 18 років та старших — 77,9 чоловіків також старших 18 років.
Середній дохід на одне домашнє господарство  становив 41 704 долари США (медіана — 31 477), а середній дохід на одну сім'ю — 42 145 доларів (медіана — 31 912). За межею бідності перебувало 43,4 % осіб, у тому числі 67,5 % дітей у віці до 18 років та 2,0 % осіб у віці 65 років та старших.
Цивільне працевлаштоване населення становило 272 особи. Основні галузі зайнятості: виробництво — 27,6 %, будівництво — 21,0 %, роздрібна торгівля — 18,8 %.